# Chorizopes khedaensis
Chorizopes khedaensis is een spinnensoort in de taxonomische indeling van de wielwebspinnen (Araneidae).
Het dier behoort tot het geslacht Chorizopes. De wetenschappelijke naam van de soort werd voor het eerst geldig gepubliceerd in 1993 door C. Adinarayana Reddy & Patel.